# Calymperes mussoriense
Calymperes mussoriense là một loài rêu trong họ Calymperaceae. Loài này được Dixon mô tả khoa học đầu tiên năm 1942.